# 後頭極
後頭極（こうとうきょく、英：Occipital pole）は、大脳の一番後方の部分のことを指す言葉。後頭葉の一番後方の部分で、細胞構築学的な分類ではブロードマン領野の17野におおよそあたる。
機能的にはこの領域は一次視覚野にあたり、視覚情報の処理が行われている。

## 画像

後頭極の位置を様々な角度から見たアニメーション。赤色で示すところが後頭極。
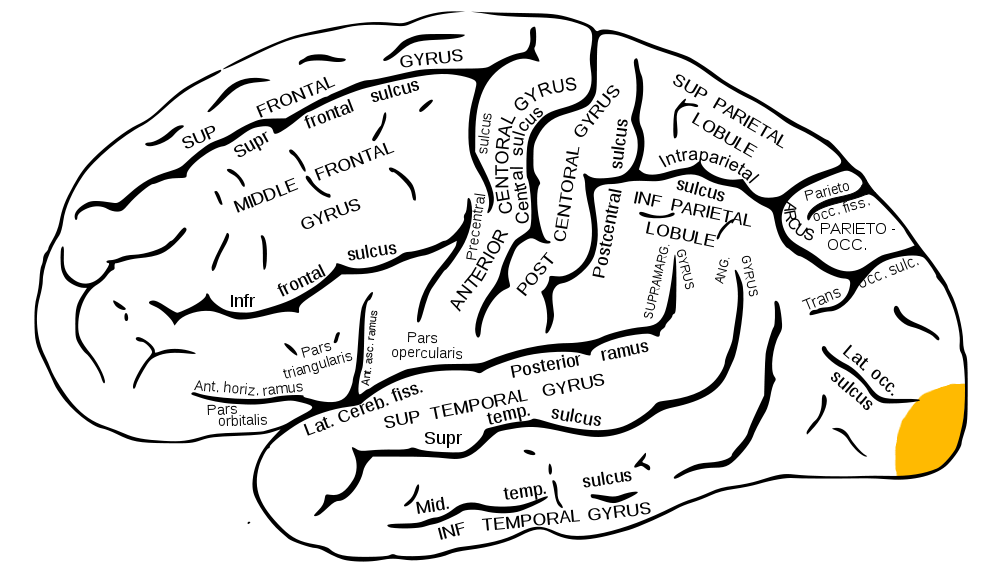
ヒト左大脳半球の外側面を横から見た所。オレンジ色のところが後頭極。
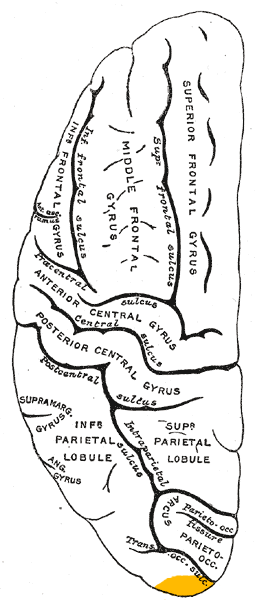
ヒト左大脳半球の外側面を上から見た所。オレンジ色のところが後頭極。
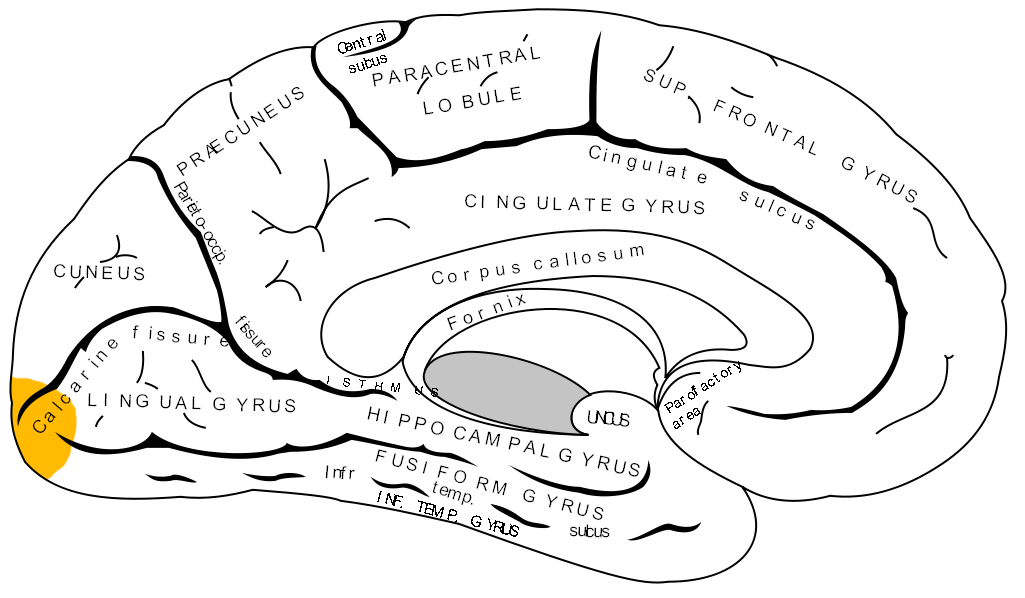
ヒト左大脳半球の内側面。オレンジ色のところが後頭極。
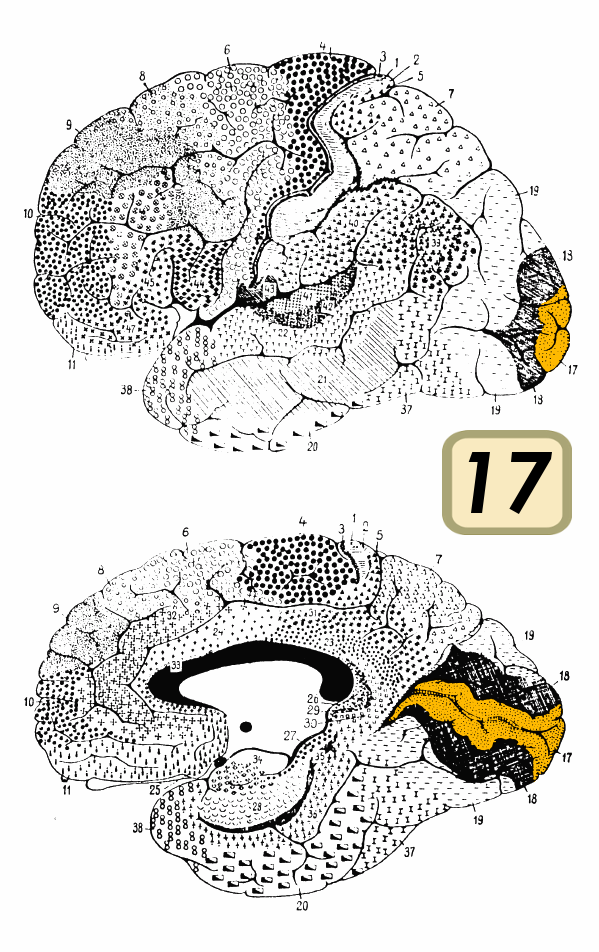
ブロードマンの脳地図における17野。上が外側面、下が内側面。
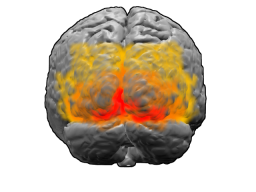
ブロードマンの脳地図における17, 18, 19野。大脳を後方から見ている状態。